# Muhlenbergia californica
Muhlenbergia californica är en gräsart som beskrevs av George Vasey. Muhlenbergia californica ingår i släktet muhlygräs, och familjen gräs. Inga underarter finns listade i Catalogue of Life.